# Östra Stenby
Östra Stenby är kyrkbyn i Östra Stenby socken i Norrköpings kommun i Östergötlands län. Den ligger väster om Östra Husby. Mellan 2015 och 2020 avgränsade SCB här en småort.
I byn återfinns Östra Stenby kyrka.